# Калмакларово
Калмакла́рово (рос. Калмакларово, башк. Ҡалмаҡтар) — присілок у складі Салаватського району Башкортостану, Росія. Входить до складу Салаватської сільської ради.
Населення — 208 осіб (2010; 230 в 2002).
Національний склад:
- башкири — 99 %

Стара назва — Калмакларова.